# Антонов Семен
Семен Анто́нов (роки народження і смерті невідомі) — український будівничий XVIII століття.
Був військовиком. Після відставки працював архітектором Софійського монастиря у Києві. В 1748—1758 роках збудував 2-й поверх і мансарду будинку митрополита. Після постриження в ченці переведений на посаду архітектора Михайлівського монастиря в Києві. У 1764 році будував позаміську резиденцію архімандрита Михайлівського монастиря у Феофанії (не збереглася). Брав участь у реконструкції зовнішнього оформлення Михайлівського Золотоверхого собору, де виявилися риси стилю українського барокко.